# 塗師祥一郎
塗師 祥一郎（ぬし しょういちろう、1932年4月24日 - 2016年9月21日）は、日本の洋画家（浦和画家）。2010年から日洋会理事長。石川県小松市生まれ。雪深い北国の風景画で知られた。陶芸家・塗師淡斉の長男。 

## 経歴
- 1947年 - 旧制金沢中学校在学中に北国現代美術展に入選し、吉川賞を受賞。
- 1952年 - 日展初入選[1]。
- 1953年 - 金沢美術工芸短期大学（現・金沢美術工芸大学）油彩専攻卒業[1]。埼玉県大宮市に転居し、小絲源太郎に師事[4]。光風会展初入選も果たし、光風会会員となる[6]。
- 1963年 - 光風会退会の後に日洋展に参加。
- 1971年 - 日展にて「村」が特選[1]。
- 1976年 - 日展会員となる[1]。
- 2003年 - 日本芸術院賞を受賞し、日本芸術院会員となる[4]。
- 2008年 - 旭日中綬章受章[4]。
- 2015年 - 埼玉県立近代美術館のリニューアルオープンを記念して4月から7月まで展覧会「未来に遺したい埼玉の風景－塗師祥一郎展」が埼玉新聞社主催で開催された。
- 2016年 - 従四位[7]。

## 画集
- 『塗師祥一郎画集 1947-2006』求龍堂 2006年